# صوت الحرية (فلم)
صوت الحرية (بالإنجليزية : Sound of Freedom) هو فيلم دراما وسيرة ذاتية أمريكي  من إخراج أليخاندرو مونتيفيردي وبطولة جيم كافيزل وميرا سورفينو وبيل كامب . يلعب كافزيل دور تيم بالارد، وهو ناشط ومناهض ضد الإتجار بالبشر ومؤسس منظمة عملية سكك حديدية تحت أرضية .

## حبكة
يروي فيلم صوت الحرية قصة تيم بالارد، وهو عميل سابق، الذي استقال من وظيفته كعميل خاص في تحقيقات الأمن الداخلي (HSI) لإنقاذ الأطفال من الكارتل وتجار البشر. يلقي الفيلم نظرة على الاإتجار بالأطفال في دول أمريكا اللاتينية، وخاصة المكسيك . يعين بالارد نفسه على أنه مؤيد لإلغاء العبودية في العصر الحديث  وبالإضافة إلى إنقاذ هؤلاء الأطفال، فإنه يريد التخلص من المشكلة وإستئصالها من جذورها. يقول إن أمريكا هي أكبر مستهلك لهذا الشر. ستظهر القصة في الفيلم كيف ذهب بالارد إلى كولومبيا لإنقاذ 127 طفلاً من الاعتداء الجنسي والبؤس.

## طاقم الممثلين
- جيم كافيزيل - تيم بالارد
- ميرا سورفينو - كاثرين بالارد
- بيل كامب - باتمان
- كورت فولر - فروست
- غاري باسارابا - إيرل بوكانان
- خوسيه زونيغا - روبرتو
- جيراردو تاراسينا - إل ألكران
- سكوت هاز - كريس
- إدواردو فاريسجا - بول [7]
- خافيير جودينو - خورخي
- جوستافو سانشيز بارا - إل كالكاس

## إنتاج

### ما قبل الإنتاج
أمضى جيم كافزيل، قبل تصوير الفيلم، عدة أيام في متابعة تيم بالارد والتعرف على عمليات سكك حديدية تحت أرضية . يقول إنه تمكن من الذهاب إلى أمريكا اللاتينية ليشهد عملية الإنقاذ بقيادة بالارد نفسه.
الموسيقى في الفيلم هي من إنتاج الملحن الإسباني خافيير نافاريتي .

### التصوير
بدأ التصوير الرئيسي في صيف سنة 2018. بينما تم تصوير بعض من فيلم صوت الحرية في الولايات المتحدة ( كاليكسيكو ، كاليفورنيا ) ،  تم تصوير معظم الفيلم في قرطاجنة ، كولومبيا .
صرح جيم كافزيل أنهذا كان ثاني أهم فيلم يقوم به على الإطلاق. وقد صنفه وراء دوره، يسوع المسيح في فيلم آلام المسيح عام 2004. طلب تيم بالارد شخصيًا أن يقوم جيم كافيزيل بتجسيد شخصيته في الفيلم ؛ فوجئ المنتجون بالطلب وحاولوا إقناعه باختيار ممثل يشبهه بشكل أكثر دقيق. ومع ذلك، كان بالارد مصرا، قائلاً إنه تأثر بأدوار كافزيل التي لعبها في كل من فيلم آلام المسيح و كونت مونتي كريستو (فيلم 2002).

## روابط خارجية
- Sound of Freedom  في قاعدة بيانات الأفلام على الإنترنت (بالإنجليزية)
- "Sound of Freedom". مؤرشف من الأصل في 2022-11-26. on The Numbers